# Lucy Walter
Lucy Walter (ur. ok. 1630 w Roch Castle w Haverfordwest, zm. wrzesień/październik 1658 w Paryżu) – angielska szlachcianka, córka Williama Waltera i Elizabeth Protheroe. Kochanka króla Anglii i Szkocji Karola II Stuarta.
Po wybuchu wojny domowej rodzina Lucy opowiedziała się po stronie króla Karola I. W 1644 r. zamek Roch został zdobyty i zniszczony przez wojska Parlamentu. Lucy znalazła schronienie w Londynie, ale wkrótce musiała przenieść się do Hagi. Jeszcze w Londynie nawiązała romans z Algernonem Sydneyem. Podczas pobytu w Niderlandach miała romans z jego młodszym bratem Robertem. Wówczas poznała również Karola II.
Nie wiadomo jak doszło do spotkania Karola i Lucy. Romans króla z panią Barlow (jak sama chciała być nazywana) trwał z przerwami do jesieni 1651 r. Karol uważany jest za ojca dziecka, które urodziło się w 1649 r. Chłopiec otrzymał imię James i został później kreowany księciem Monmouth.
Romans z Karolem wygasł szybko z niewyjaśnionych powodów. Lucy żyła w biedzie jeszcze przez kilka lat. Zmarła jesienią 1658 r. w Paryżu z nieznanych przyczyn. Oprócz syna Jamesa miała jeszcze córkę Mary (ur. 1651), której ojcostwo jest niejasne. Jako kandydatów wymienia się Theobalda Taaffe, 1. hrabiego Carlingford, oraz Henry’ego Benneta, 1. hrabiego Arlington.